# Giovanni Francesco Verdurae
Giovanni Francesco Verdurae (falecido em 1572) foi um prelado católico romano que serviu como bispo de Chiron de 1549 a 1572.

## Biografia
No dia 7 de Junho de 1549, Giovanni Francesco Verdurae foi nomeado durante o papado de Paulo III como Bispo de Chiron, onde serviu como bispo até à sua morte em 1572.